# Aabenraa Idræts- og Gymnastikforening
Aabenraa Idræts- og Gymnastikforening (AA.I.G.) er en dansk idrætsforening hjemmehørende i Aabenraa. Foreningen er dannet ved en sammenslutning af Aabenraa Gymnastikforening, stiftet 18. oktober 1922, og Aabenraa Statsskoles Idrætsforening, stiftet 27. august 1941. Foreningen har følgende afdelinger; gymnastik, atletik, orienteringsløb, volleyball og petanque.